# Castelli Aperti

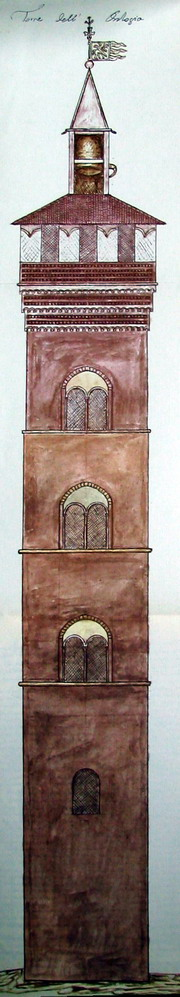
La Torre Troyana di Asti in un disegno di S.G. Incisa del 1806

Castelli Aperti è un'iniziativa culturale di fruizione di strutture museali site in castelli promossa dalle Province di Cuneo, Asti e Alessandria con il contributo della Regione Piemonte.

## Caratteristiche
Quasi tutte le strutture storiche di queste province, tranne poche eccezioni segnalate sul sito Castelliaperti.it (107 tra beni storici, artistici e architettonici diffusi sul territorio delle province di Alessandria, Asti e Cuneo in parte privati ed in parte pubblici) si aprono a tutti e si raccontano grazie alle visite guidate che vengono organizzate tutte le domeniche dal 18 aprile al 24 ottobre. Molte di tali strutture aderiscono alla Giornata del Patrimonio.
Il patrimonio dell'iniziativa è formato da castelli, torri, giardini, ville, strutture museali ed itinerari in borghi medioevali, strutture che conservano la storia di questa regione geografica, con le sue testimonianze d'arte ed architettura.
Nel 2010 l'iniziativa, giunta alla 15 edizione, si è arricchita di nuove strutture con una grande attenzione da parte delle amministrazioni locali: sono molti i Comuni che hanno organizzato tour di visita nei centri storici. I diversi edifici storici sono così distribuiti: trentasei in provincia di Alessandria, ventisette in provincia di Asti, quarantaquattro in provincia di Cuneo.

## Nuovi ingressi
In provincia di Alessandria è entrato a far parte del circuito il Museo La Torre e il Fiume di Masio ospitato nella torre civica del XIII secolo, ritornano ad aprire i Giardini di Villa Genova a San Salvatore, momento sempre molto atteso ed amato dagli appassionati di giardinaggio, e, per la prima volta, partecipa anche il comune di Volpedo con l'itinerario dedicato al pittore Pellizza da Volpedo.
In provincia di Cuneo aderisce per la prima volta il castello di Sanfrè, che presenta un salone riccamente decorato di particolare interesse artistico, a Saluzzo apre la Castiglia, la torre Civica e il Giardino botanico di Villa Bricherasio, di estremo interesse per le innumerevoli specie dendrologiche coltivate.
In provincia di Asti, le opportunità di visita sono divenute innumerevoli grazie alla partecipazione di nuovi castelli come Belveglio, il ritorno di Monale e l'ingresso di molti Comuni che hanno organizzato itinerari di visita nei loro borghi medioevali, tutti da scoprire attraverso le parole ed i racconti delle visite guidate. Sono i comuni di Cocconato, Moncalvo, Mombaruzzo Roccaverano, San Damiano d'Asti, Villanova d'Asti. A Robella, nelle antiche pertinenze del castello dei Radicati si visita la casa Museo Casale Armanda, suggestivo viaggio nel tempo dei ricordi; Asti città si arricchisce della presenza del Museo Diocesano e di due nuovi itinerari storici artistici: uno dedicato all'Asti Barocca e un altro alla città antica.

## Come visitare
Alcuni siti sono a ingresso libero, altri hanno un biglietto di ingresso e molti rientrano nell'Abbonamento Musei Torino Piemonte; orari di apertura e recapiti per informazioni sono sul sito web Castelliaperti.it e dal relativo supporto cartaceo riferito all'anno 2010.
Questi i siti storici che hanno partecipato alla manifestazione fino al 2009:

## Provincia di Alessandria

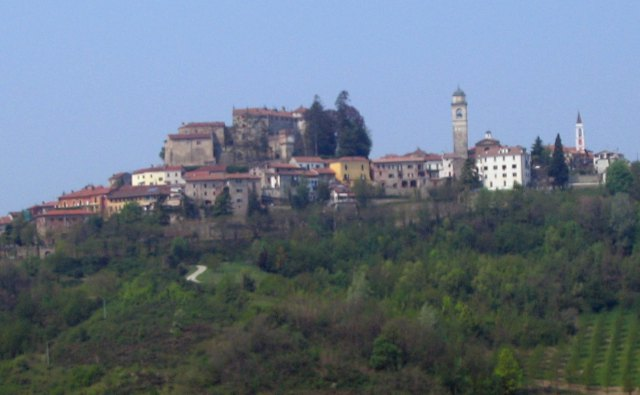
Il borgo di Cremolino con il castello sulla rocca
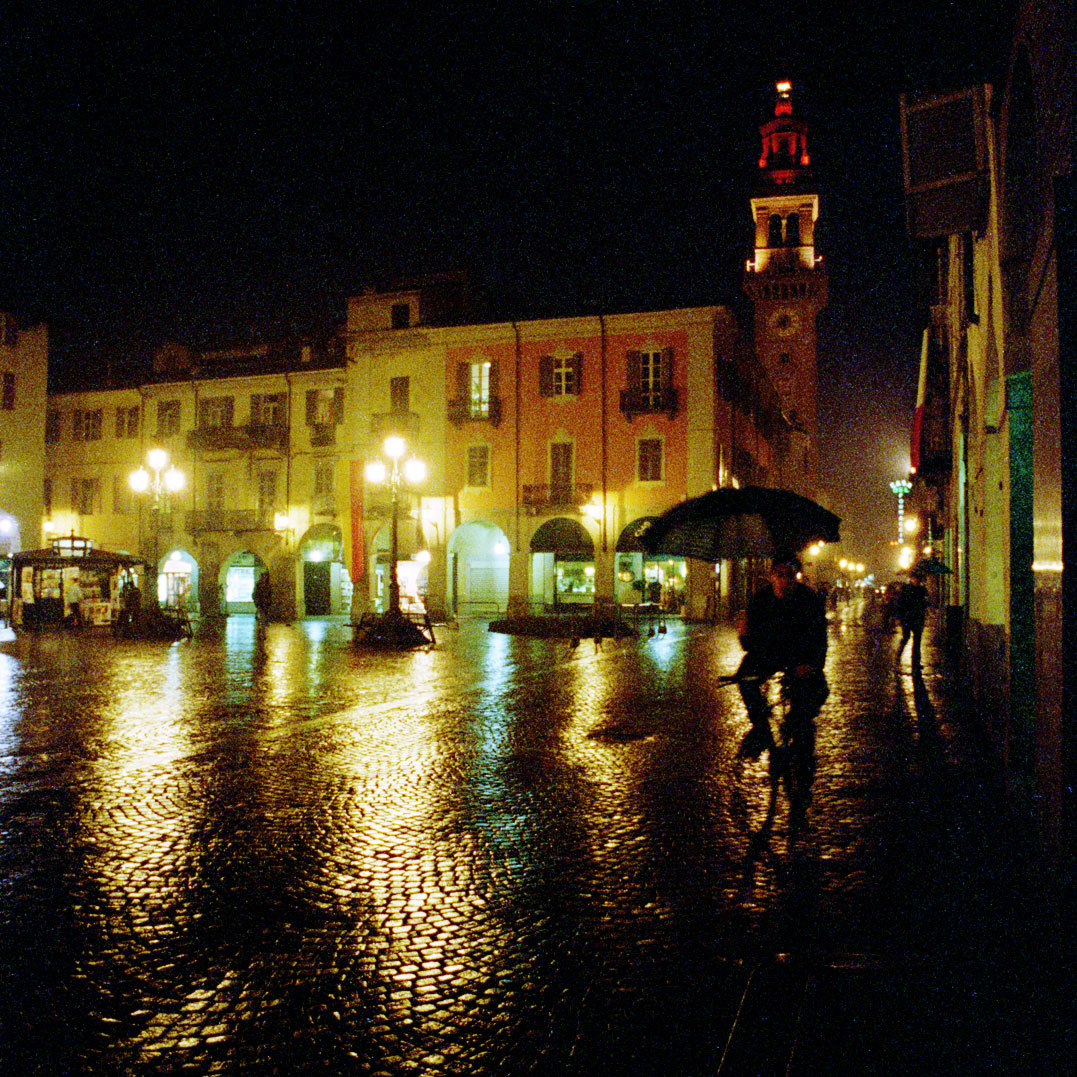
Torre civica di Casale Monferrato
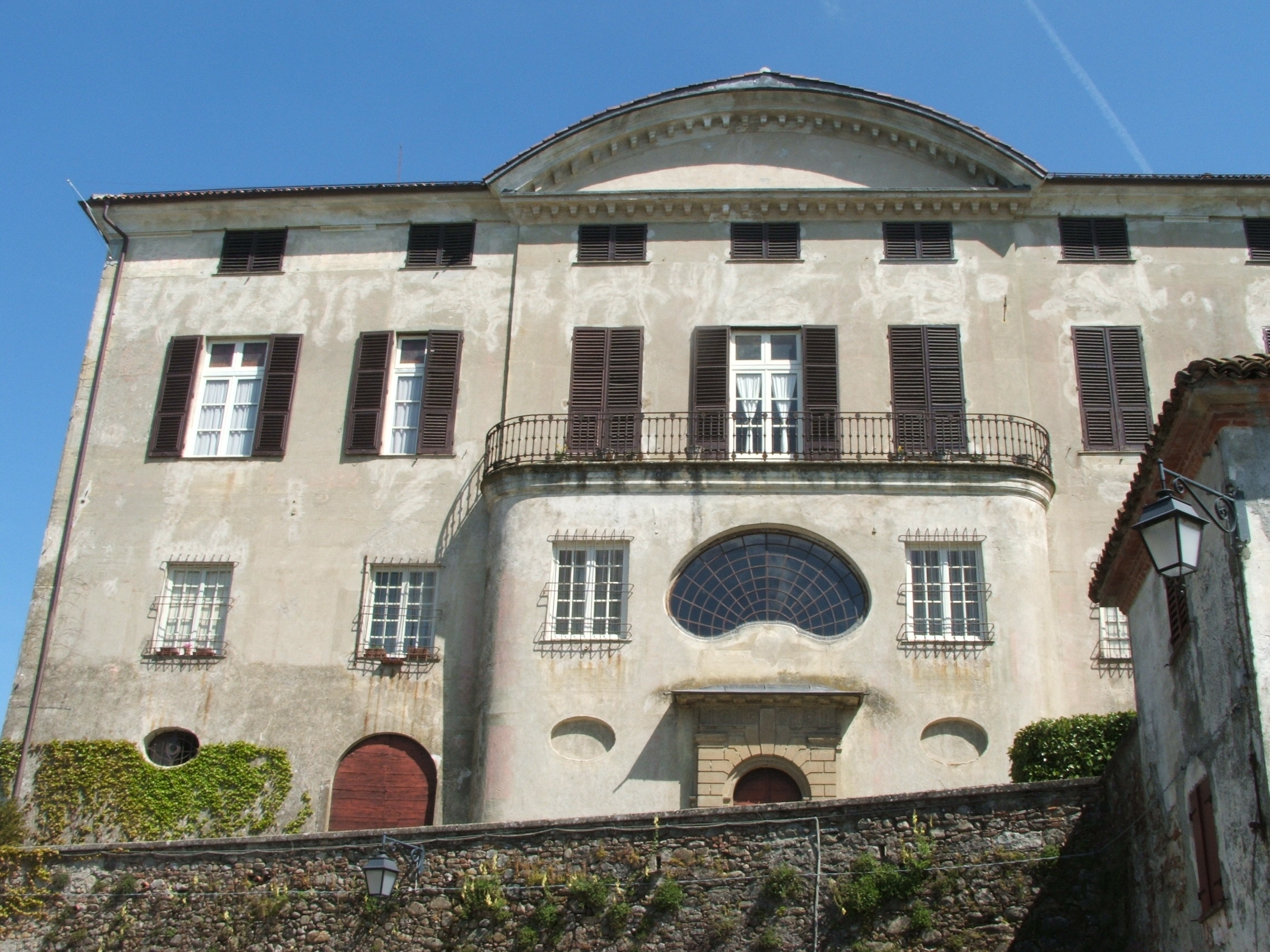
Il castello difensivo di Rocca Grimalda
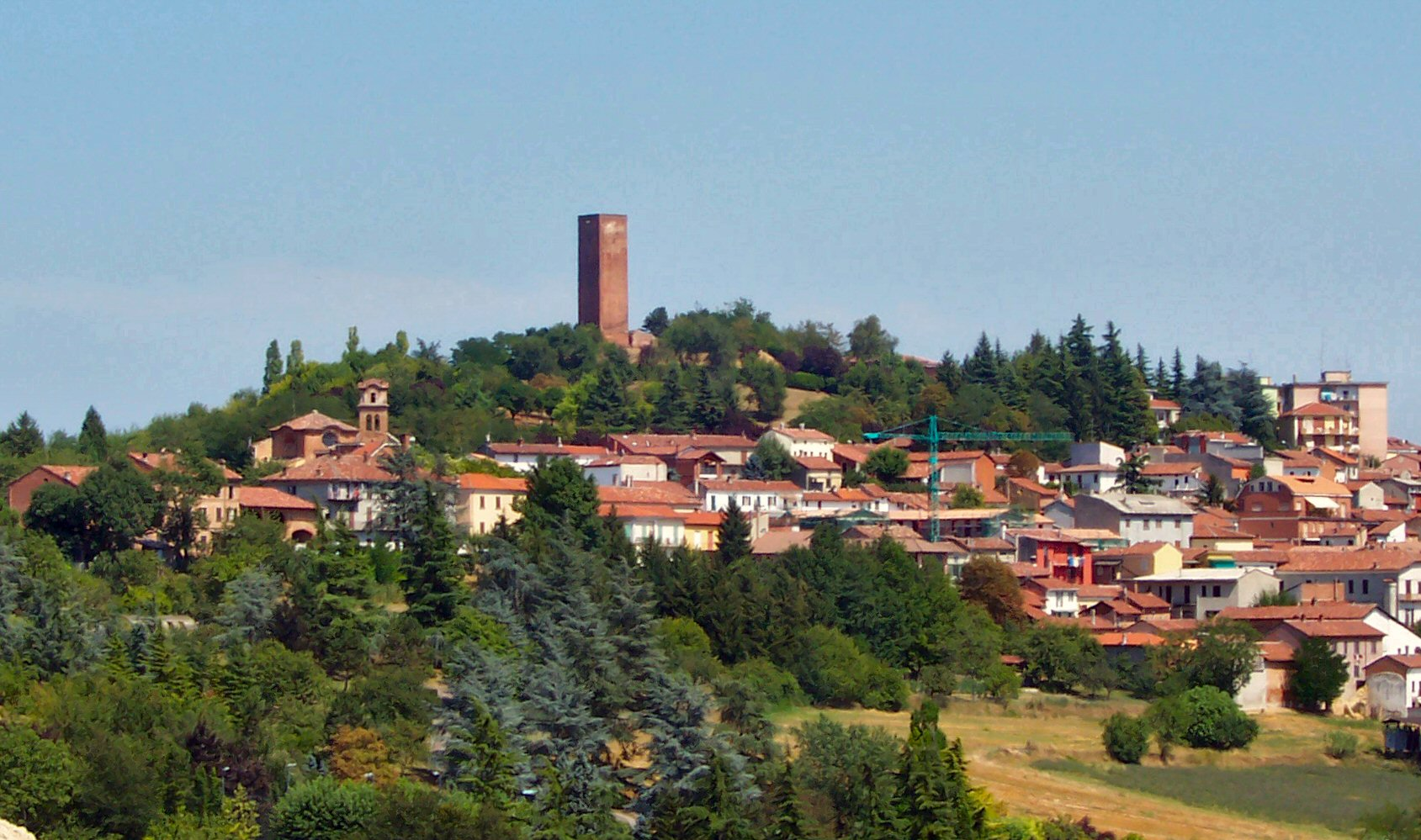
La torre dei Paleologi a San Salvatore Monferrato

|    | Struttura                                                     | Descrizione | Note                                              |
| -- | ------------------------------------------------------------- | --- | ------------------------------------------------- |
| 1  | Castello dei Paleologi ad Acqui Terme                         | Risalente al XV secolo, già proprietà dei marchesi Paleologi e poi di Casa Savoia; ospita dal 1967 un museo archeologico; nel parco è visitabile un'oasi naturale. | Aperto tutto l'anno                               |
| 3  | Castello di Bergamasco                                        | Castello privato (proprietario è lo scenografo Carlo Leva); ospita un museo del cinema. | Aperto da maggio a ottobre                        |
| 4  | Castello di Camino                                            | Struttura difensiva risalente all'anno 1000; ampliato fino al XVIII secolo, fu sede di soggiorno per diversi esponenti di Casa Savoia. | Aperto da marzo a settembre                       |
| 5  | Monastero di Casalnoceto                                      | Sede delle monache di clausura carmelitane, è dedicato a Santa Teresa d'Avila; l'ala padronale (residenza estiva) è dovuta a Paolo Spinola e risale al 1687. | Aperto da maggio a settembre                      |
| 6  | Palazzo Anna d'Alençon a Casale Monferrato                    | La marchesa vi abitò all'inizio del XVI secolo; di rilievo il porticato con loggiato a colonne in laterizio; riporta lo stemma dei Fassati di Balzola, proprietari del XVII secolo. | Aperto da giugno a ottobre                        |
| 7  | Ex-convento di Santa Croce a Casale Monferrato                | Sala archeologica e ciclo di affreschi con le Storie di San Nicola da Tolentino: la struttura contiene anche dipinti e sculture lignee. | Aperto in weekend e festivi                       |
| 8  | Palazzo municipale Gozzani di San Giorgio a Casale Monferrato | In parte riedificato nel 1775 su progetto del conte Filippo Nicolis de Robilant per la famiglia Gozani di San Giorgio; contiene affreschi e sovrapporte di Francesco Lorenzo. | Aperto da giugno a ottobre                        |
| 9  | Torre civica di Casale Monferrato                             | Costruzione in mattoni a pianta quadra, risale all'XI secolo. | Aperta da giugno a ottobre                        |
| 10 | Castello dei Torriani e del Bandello a Castelnuovo Scrivia    | Già Palazzo Pretorio del XV secolo, con porticato ogivale, bifore e piccolo balcone centrale, ha saloni decorati e una torre merlata alta 39 metri e di epoca antecedente (anno 400). | Aperto da marzo a novembre                        |
| 11 | Villa Vidua di Conzano                                        | Risalente al XVIII secolo, ha in prospetto principale tre ordini di logge ed è dotata di una stanza cinese. Ospita il Centro Culturale Fondazione Enrico Colombotto Rosso. | Aperta da marzo a ottobre                         |
| 12 | Castello di Cremolino                                         | Si ritiene risalga all'XI secolo, anche se la prima citazione ufficiale è in un documento del 1316; già proprietà della famiglia Malaspina, passò nel XVI secolo alle famiglie genovesi dei Sauli e dei Centurione; fu anche feudo dei Doria e nel XVIII secolo passò ai genovesi Serra. | Aperto per visite guidate da aprile a settembre   |
| 13 | Forte di Gavi                                                 | Già fortezza difensiva della Repubblica di Genova, ora struttura museale. | Aperto tutto l'anno                               |
| 14 | Castello Sannazzaro di Giarole                                | Voluto da Federico Barbarossa nel XII secolo, fu trasformato in residenza di campagna (1854) in stile neogotico e neorinascimentale; la cappella conserva una pala del Moncalvo. | Aperto da marzo a ottobre                         |
| 15 | Museo La Torre e il Fiume a Masio                             | Affascinante allestimento nella torre civica del XIII secolo. Il museo segue lo sviluppo della torre: sette piani che raccontano la storia della torre di Masio e più in generale la storia delle torri del territorio (le tecniche costruttive, di difesa e di assedio) fino ad arrivare al momento in cui la torre, persa la sua funzione strategica, diventa parte del paesaggio circostante che è dominato dalla presenza del fiume Tanaro. Finiti i piani interni, si accede alla cima dalla quale si può ammirare il panorama mozzafiato sul fiume, la pianura e le colline del Monferrato. | Aperto la domenica pomeriggio da maggio a ottobre |
| 16 | Castello di Redabue a Masio                                   | Edificato probabilmente nel XIII secolo, subì diversi danneggiamenti fino al passaggio del Monferrato a Casa Savoia; acquistato nel 1830 dalla famiglia Doria Lamba, fu trasformato in residenza estiva; annessa ha una chiesa progettata da Filippo Juvarra. | Aperto da marzo a giugno                          |
| 17 | Villa Scati a Melazzo                                         | Edificata a partire dal 1864, ha ospitato fra gli altri Guglielmo Marconi e Silvio Pellico; caduta in abbandono ad inizio Novecento, è stata sottoposta poi a restauro. | Aperta da aprile a ottobre                        |
| 18 | Palazzo Tornielli a Molare                                    | Con facciata neoclassica si affaccia sul centro storico distrutto nel 1625; committente fu il conte Celestino Tornielli (1834); l'edificazione fu portata a termine dal figlio Giovanni; ha ampio scalone e balconate. | Aperto da luglio a settembre                      |
| 19 | Castello di Morbello                                          | Di proprietà di diverse famiglie genovesi, fu edificato nel XII secolo; è sede dell'associazione medioevale Limes Vitae che vi organizza visite con guide in costume. | Aperto da aprile a ottobre                        |
| 20 | Castello di Morsasco                                          | Dimora signorile affacciata sulle colline del Monferrato, fu dei Malaspina, poi dei Gonzaga, quindi dei Centurione e dei Pallavicino; ricoprì importanza strategica come struttura difensiva; ha una sala per il gioco della pallacorda. | Aperto da marzo ad agosto                         |
| 21 | Tenuta La Marchesa di Novi Ligure                             | È una villa della seconda metà del XVIII secolo situata al centro di una tenuta agricola di circa sessanta ettari coltivati a vigna; dotata di giardino all'italiana e giardino con erbe aromatiche; è adibita a struttura ricettiva turistica. | Aperta da marzo a ottobre su prenotazione         |
| 22 | Torre del castello di Novi Ligure                             | Resto del castello duecentesco distrutto nel XVII secolo, ha recinto a pianta irregolare e torre posizionata centralmente, potenziata sotto i Visconti e, poi, sotto la Repubblica genovese; visitabile anche l'intrico di gallerie sotterranee fra torre e centro storico. | Aperta da maggio a settembre                      |
| 23 | Castello di Orsara Bormida                                    | Torre di avvistamento nel 1000; nel XIV secolo vi fu aggiunta una seconda torre ottagonale; annesso oratorio. | Aperto da maggio a ottobre                        |
| 24 | Castello di Grillano a Ovada                                  | Frutto dell'accorpamento di diverse strutture originarie del XVIII secolo, è stato massicciamente ristrutturato a fine Ottocento; ospita un'azienda vinicola attiva dagli anni 1930. | Aperto da maggio a ottobre                        |
| 25 | Castello di Piovera                                           | Possedimento dei Visconti nel XIV secolo, passò successivamente ai Balbi; conserva parti tinteggiate a lutto per la morte di Napoleone ed ospita laboratori d'arte. | Aperto da aprile a ottobre                        |
| 26 | Castello comunale a Pozzolo Formigaro                         | Edificato verso l'XI secolo con funzione difensiva, conserva la porta carria di epoca sforzesca; l'ala del '400 accoglie affreschi del XV secolo della scuola di Franceschino Boxilio | Aperto da marzo a ottobre                         |
| 27 | Castello di Prasco                                            | Tre torrioni semicircolari caratterizzano la struttura, del XII secolo e già sede feudale; ospita il Centro per la promozione degli studi su Giorgio Gallesio. | Aperto da giugno a settembre                      |
| 28 | Castello di Lajone a Quattordio                               | Dimora feudale di cui si ha notizia al 1624; poi di proprietà di case nobiliari di Alessandria e Asti; dotato di un roseto e di un parco con querce, sequoie e cedri del Libano. | Aperto da aprile a luglio                         |
| 29 | Castello Malaspina-Grimaldi a Rocca Grimalda                  | Sorge su una rocca situata a precipizio sul fiume Orba; l'edificazione dell'ala di ponente, con cappella decorata con architetture a trompe l'oeil, fu voluta dalla famiglia Grimaldi. | Aperto da aprile a settembre                      |
| 30 | Palazzo Spinola a Rocchetta Ligure                            | Seicentesco, rimase disabitato dall'arrivo delle truppe napoleoniche fino al 1883; oltre agli uffici comunali ospita il Museo della Resistenza e della Vita Sociale in Val Borbera e il Museo delle Arti Sacre. | Aperto tutto l'anno                               |
| 31 | Castello di San Giorgio Monferrato                            | È il più antico del Monferrato; prospetto neogotico del XIX secolo con doppio scalone e antistante giardino all'italiana affiancato da una torre di guardia. | Aperto da marzo a ottobre                         |
| 32 | Villa Genova di San Salvatore Monferrato                      | Villa con giardino di circa diecimila m²; viali e sentieri sono punteggiati da coltivazioni di rododendri e azalee, piccoli arbusti e alberi secolari. | Aperto da maggio a ottobre                        |
| 33 | Castello di Tagliolo Monferrato                               | La torre quadrata del X secolo è la parte più antica della struttura, adibita a fronteggiare le invasioni saracene. | Aperto da maggio a ottobre                        |
| 34 | Torre del castello di Terzo                                   | Di questa struttura rimane solo la torre tardomedioevale, fortificazione dei Vescovi di Acqui; sorgeva al Terzo miglio, da cui il nome del borgo. | Aperto tutto l'anno                               |
| 35 | Castello di Trisobbio                                         | Originario del XIII secolo, ha subito un radicale restauro nel XIX; è adibito a struttura ricettiva turistica. | Aperto tutto l'anno                               |
| 36 | Palazzo Callori di Vignale Monferrato                         | Poco rimane delle sue forme originarie; è contraddistinto da una ampia scalinata con giardino prospiciente; vi ha sede l'Enoteca Regionale del Monferrato. | Aperto da marzo a ottobre                         |
| 37 | Castello di Oviglio                                           | Di proprietà di diverse famiglie piemontesi, tra cui i Perboni e Calcamuggi. Prese il nome di Castello Reale, in quanto acquistato da Sua Maestà la regina Maria Cristina di Borbone-Due Sicilie. A istanza del Ministero della pubblica istruzione il Castello Reale di Oviglio venne dichiarato monumento nazionale, pregevole di arte e di storia in data 4 giugno 1908. | Aperto tutto l'anno                               |

## Provincia di Asti

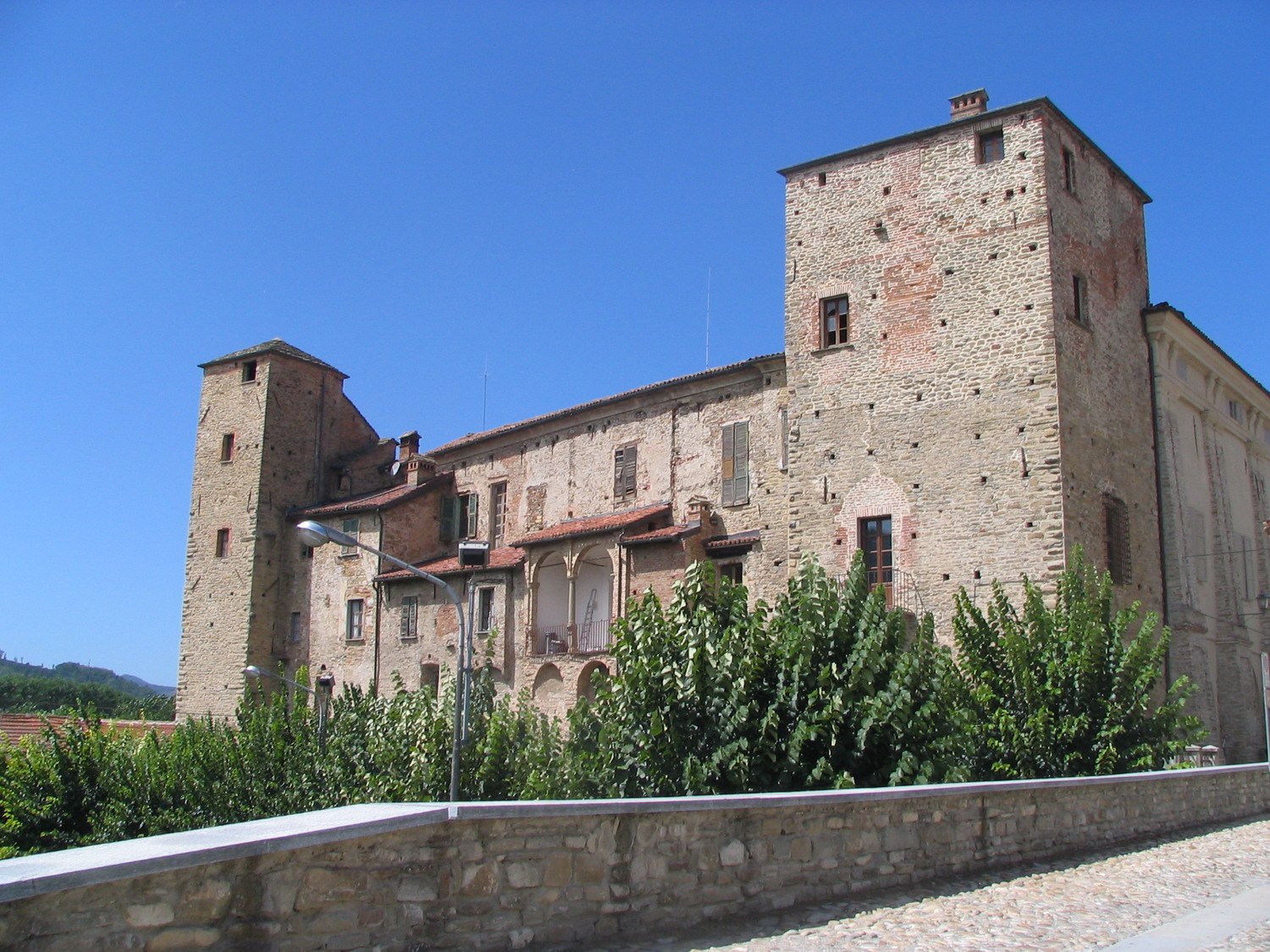
Il castello di Monastero Bormida

|    | Struttura                                            | Descrizione | Note                                |
| -- | ---------------------------------------------------- | --- | ----------------------------------- |
| 1  | Torre Troyana di Asti                                | Risalente al XIII secolo, ha funzione di torre civica; già parte delle case forti della famiglia ghibellina dei Troya. | Aperta tutto l'anno su prenotazione |
| 2  | Castello di Calosso                                  | Presenta una massiccia torre cilindrica; ristruttura nel XVII secolo, ha perso l'originale aspetto di struttura difensiva; vi morì sant'Alessandro Sauli, cui è dedicata una cappella.                                               | Aperto da aprile a ottobre          |
| 3  | Castello di Castell'Alfero                           | Il comune di Asti lo costruì intorno al 1288 come fortificazione; nel XVIII secolo fu abbellito su probabile disegno di Benedetto Alfieri; museo etnografico.                                                                        | Aperto da giugno a ottobre          |
| 4  | Resti del castello di Castelnuovo Calcea             | L'area su cui sorgono i resti del castello, danneggiato da crolli del Novecento, è stata adibita a parco; la struttura originaria del XII secolo, commissionata dai marchesi d'Incisa, fu modificata l'ultima volta nel XVII secolo. | Aperto tutto l'anno                 |
| 5  | Torre e cappella dei Rivalba a Castelnuovo Don Bosco | Nel paese in cui nacque san Giovanni Bosco si eleva la torre un tempo parte integrante del castello distrutto nel 1395; con chiesa barocca della Madonna del Castello.                                                               | Aperta da marzo a ottobre           |
| 6  | Castello medioevale di Cisterna d'Asti               | Edificio risalente all'XI o XII secolo; la cisterna che custodisce al suo interno dà il nome al toponimo locale; è sede dal 1980 del Museo Arti e Mestieri.                                                                          | Aperto tutto l'anno                 |
| 7  | Castello di Cortanze                                 | Struttura che conserva l'aspetto medioevale, in pianta trapezoidale, con giardini sul lato orientale; una torre circolare merlata domina il complesso, ora adibito a resort.                                                         | Aperto da marzo ad agosto           |
| 8  | Castello di Burio a Costigliole d'Asti               | Castello di stile a fortificazione tipicamente astigiano-monferrina; caduto in abbandono, è stato restaurato a partire dal 1980. | Aperto da maggio ad agosto          |
| 9  | Borgo antico di Ferrere                              | Nella zona sorgevano due castelli, il più antico dei quali è tuttora visibile; il secondo - Castelrosso - fu modificato nel XVIII secolo da Filippo Castelli.                                                                        |                                     |
| 10 | Torre e resti del castello di Moasca                 | Una scritta sulla sommità del portale di accesso indica nel 1351 l'anno di edificazione del castello, dal 1489 dimora della famiglia Secco Suardi; della struttura rimangono due torri.                                              | Aperto da marzo a settembre         |
| 11 | Castello Scarampi di Monale                          | Fu edificato sul Bric di San giovanni nel 1161; restaurato nel XX secolo dai conti Gani. | Aperto da maggio a ottobre          |
| 12 | Castello di Monastero Bormida                        | Una torre alta ventisette metri contraddistingue la struttura, edificata intorno all'XI secolo e modificata con influenza di epoca barocca.                                                                                          | Aperto da maggio a settembre        |
| 13 | Castello di Moncucco Torinese                        | È affiancato da torri e ospita il Museo del Gesso; di edificazione trecentesca, ha subito modifiche nei secoli successivi. | Aperto da maggio a settembre        |
| 14 | Borgo di Montemagno                                  | Dodici vicoli contrassegnati da numeri romani costituiscono l'identità del borgo, formato intorno al 1000; di importanza la Casa sul portone, ultima porta della cinta muraria e la scala barocca in pietra di Cumiana.              | Aperto da maggio ad agosto          |
| 15 | Castello di Montiglio Monferrato                     | La guerra fra il Monferrato e Asti portò all'edificazione di questo baluardo già dimora di Bonifacio I del Monferrato nel XII secolo; viene ipotizzato che qui Rambaldo de Vaqueiras abbia composto la sua Estampida.                | Aperto da giugno a ottobre          |
| 16 | Castello di Piea                                     | Prima fortificazione, poi palazzo gentilizio; origine: XI secolo; nel Settecento dimora dei conti Roero; ospita a maggio una mostra di antiquariato.                                                                                 | Aperto da aprile a settembre        |
| 17 | Torre e resti del castello di Roccaverano            | Roccaverano è sede di un castello di probabile edificazione duecentesca di cui rimane una sola facciata con tre bifore archiacute con colonnina centrale; la torre è alta circa 30 metri.                                            | Aperto tutto l'anno                 |
| 18 | Torre medioevale di San Giorgio Scarampi             | Vero e proprio edificio difensivo a sei piani, con copertura a terrazza originalmente merlata; visibili le mura di cinta del mastio castellato (XIV secolo); domina la val Bormida.                                                  | Aperta da giugno ad agosto          |

## Provincia di Cuneo

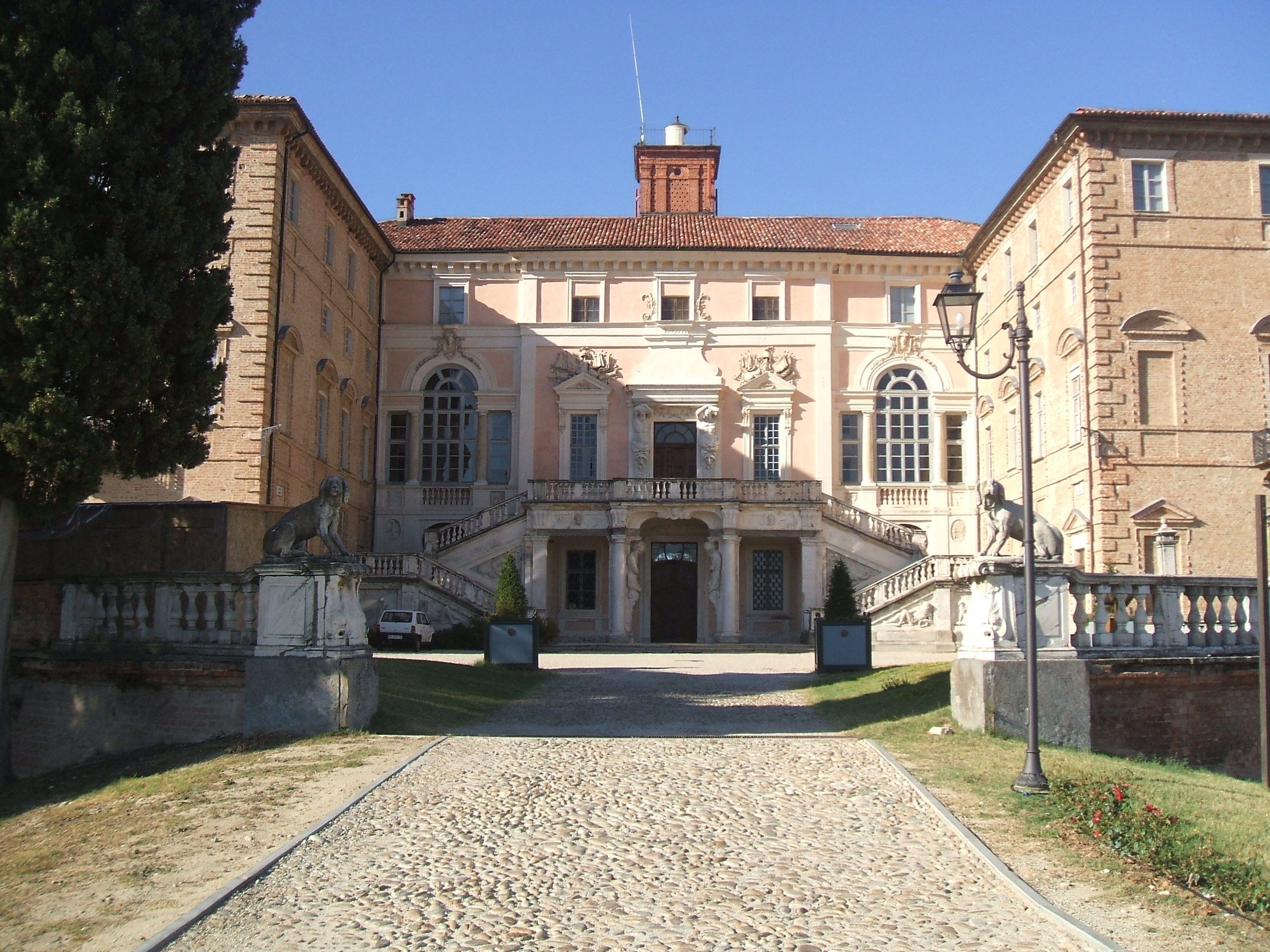
Castello di Govone.
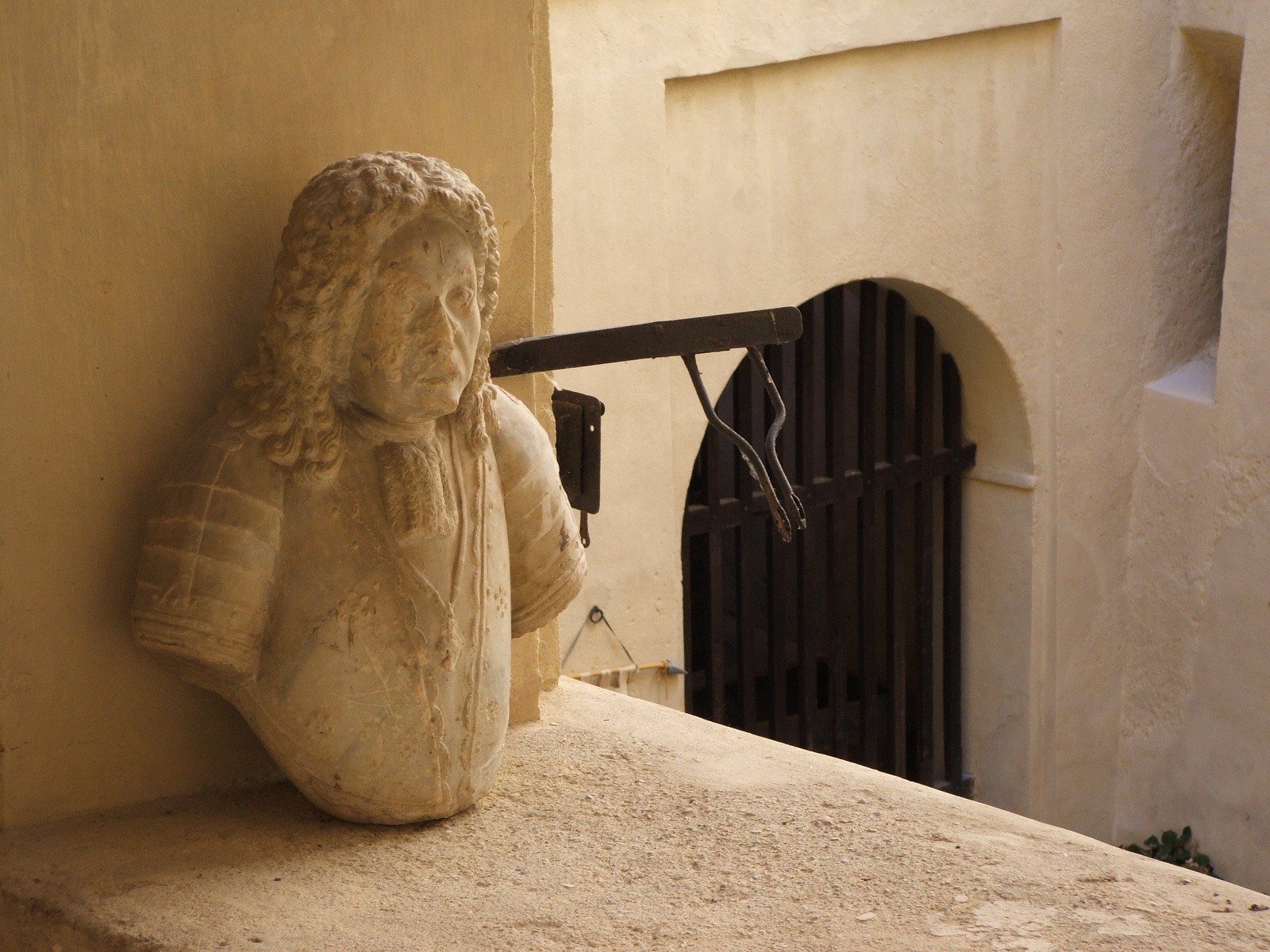
Castello della Manta.
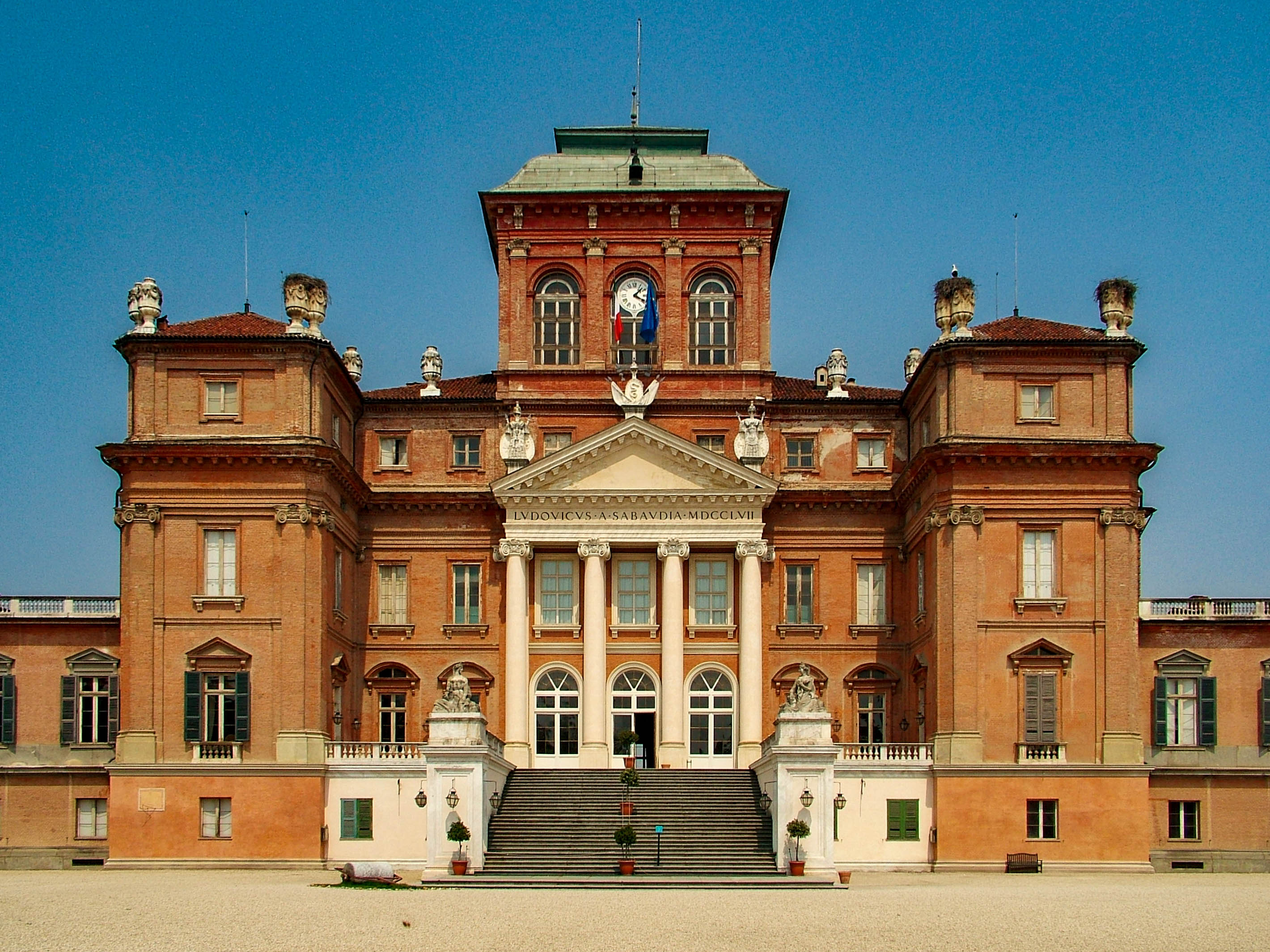
Il Castello Reale di Racconigi.
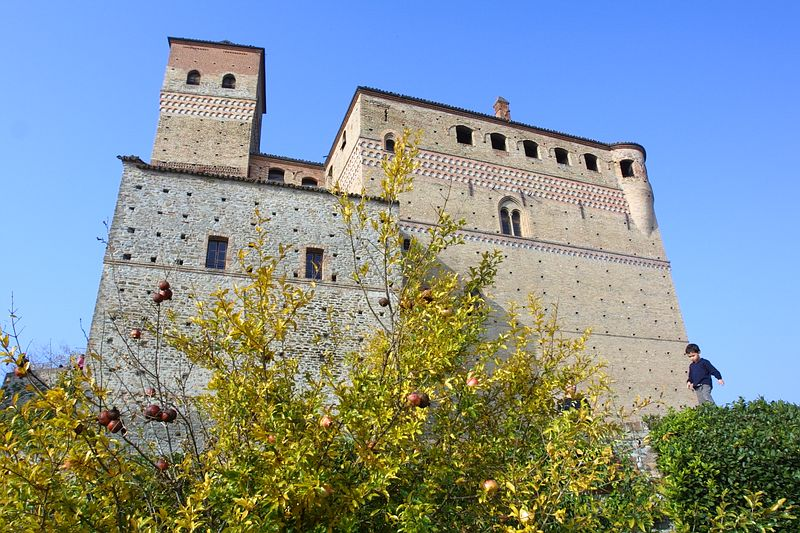
Castello di Serralunga d'Alba.
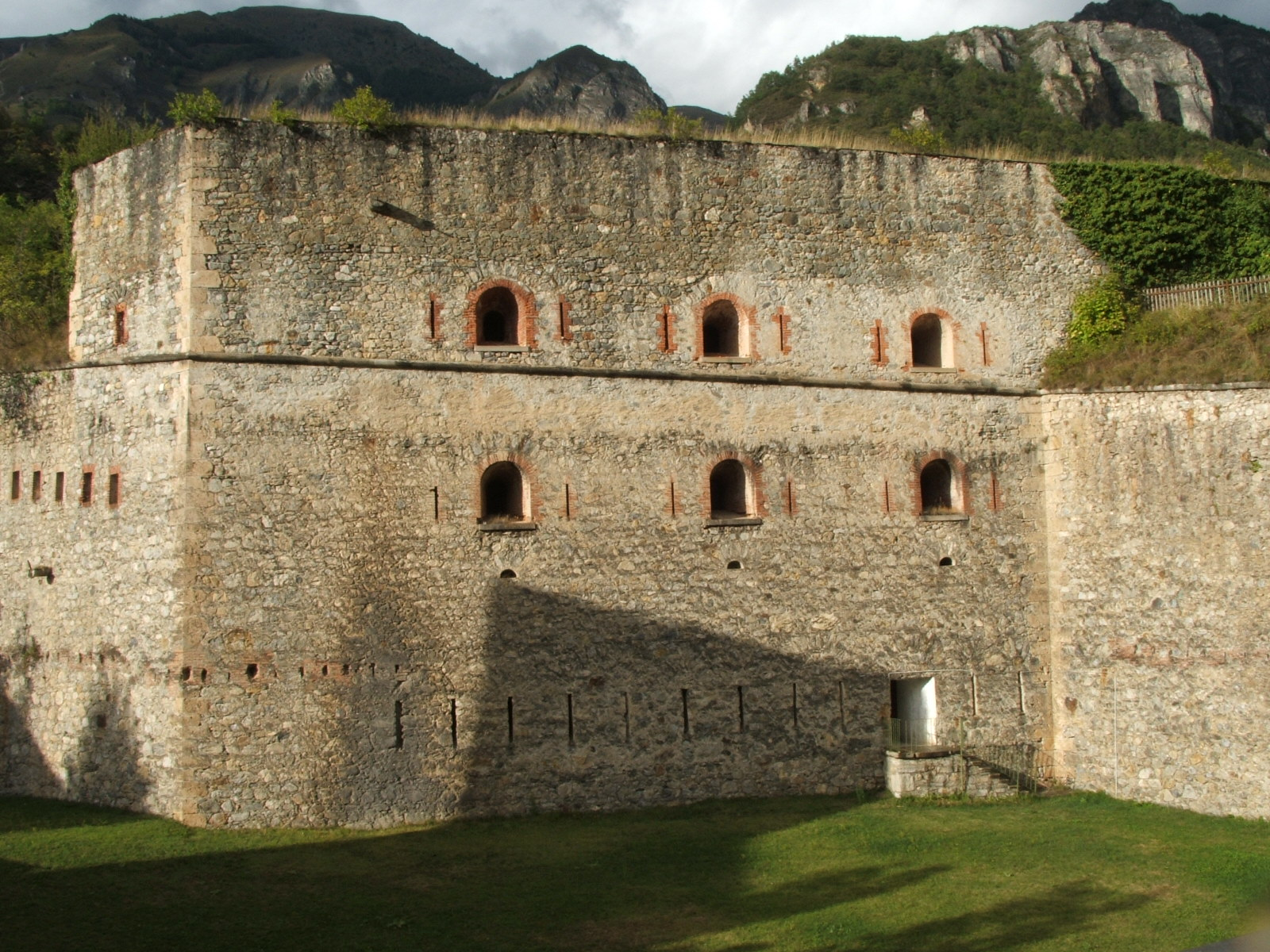
Forte di Vinadio.

|    | Struttura | Descrizione | Note                                      |
| -- | --- | --- | ----------------------------------------- |
| 1  | Castello Conti Cepollini di Alto e Caprauna ad Alto                                                                    | Risalente al XIV secolo; dalla loggia del secolo successivo si gode un panorama in direzione dell'appennino ligure. | Aperto a luglio e ad agosto               |
| 2  | Castello di Borgomale                                                                                                  | La struttura del XV secolo, possedimento dei marchesi Falletti di Barolo, fu costruita su una precedente fortificazione; luogo residenziale dopo il passaggio di Borgomale a Casa Savoia (1631, pace di Cherasco). | Aperto ad agosto                          |
| 3  | Palazzo Traversa di Bra                                                                                                | Del XV secolo, successivamente trasformata; ristrutturata negli anni 1980, ospita il Museo di Archeologia e Storia dell'Arte con reperti provenienti dall'antica Pollenzo. | Apertura: orari diversificati             |
| 4  | Castello del Roccolo a Busca                                                                                           | Maniero ottocentesco voluto dal marchese Roberto Tapparelli d'Azeglio, è in stile neogotico. | Aperto da marzo a ottobre                 |
| 5  | Filatoio di Caraglio                                                                                                   | Già Fabbrica della seta più antica d'Europa, fu costruito dal 1676 da Giovanni Girolamo Galleani secondo lo stile di una dimora fortificata; restaurato in tempi recenti, ospita il Museo del Setificio Piemontese. | Aperto tutto l'anno                       |
| 6  | Castello dei Marchesi di Saluzzo a Castellar                                                                           | Edificio difensivo all'edificazione del XIV secolo, residenziale dal successivo; ospita una collezione di uniformi e armamenti del Regio Esercito dall'unità d'Italia alla seconda guerra mondiale oltre un Museo Etnografico. | Aperto da maggio a settembre              |
| 7  | Castello di Castiglione Falletto                                                                                       | Di struttura quadrangolare con cinta muraria e giardino su due livelli sovrapposti, appartenne a famiglie nobiliari. | Aperto su prenotazione da marzo a ottobre |
| 8  | Palazzo Salmatoris a Cherasco                                                                                          | Detto Palazzo della Pace (per la firma del trattato fra Napoleone e i Savoia), fu eretto dal nobile e commerciante di seta Giovanni di Audino Salmatoris fra il 1616 e il 1620; nel 1706 vi fu trasportata la Sindone; è sede di un centro culturale. | Aperto da marzo a ottobre                 |
| 9  | Museo della Regia Fabbrica dei vetri e cristalli a Chiusa di Pesio                                                     | Gli oggetti esposti furono creati dalla Regia fabbrica - attiva fino al 1854 - che Carlo Emanuele III di Savoia trasferì da Torino nel 1759. | Aperto tutto l'anno                       |
| 10 | Palazzo dei Conti Giriodi, Palazzo Sariod de la tour, Castello Rosso, Cripta del Cristo di Pietà a Costigliole Saluzzo | Di stile barocco il primo, ora sede comunale, medioevale il secondo, residenza rinascimentale il terzo, affreschi cinquecentischi nel quarto polo. | Aperto da maggio a ottobre                |
| 11 | Villa Oldofredi Tadini di Cuneo                                                                                        | Insediamento agricolo del XIV secolo, poi residenza di villeggiatura dei conti Mocchia di San Machele e Oldofredi Tadini; del 1764 la cappella (che conserva il saio del beato Angelo Carletti). | Aperto tutto l'anno su prenotazione       |
| 12 | Villa Tornaforte di Cuneo                                                                                              | Già monastero trasformato in villa patrizia dopo il passaggio al conte Bruno di Tornaforte. | Aperto da giugno a settembre              |
| 13 | Palazzo Borelli a Demonte                                                                                              | Risalente ai primi del XVII secolo, è collegato da una galleria al parco in stile ottocentesco; ospita il Centro Documentazione Lalla Romano e la Biblioteca Civica. | Aperto luglio e agosto                    |
| 14 | Museo Mallé a Dronero                                                                                                  | Aperto nel 1995 per volere dello storico Luigi Mallé, conserva dipinti cinquecenteschi di scuola fiamminga, del '700 e dell'800 e dell'astrattismo novecentesco. | Aperto da aprile a ottobre                |
| 15 | Castello dei Principi d'Acaja a Fossano                                                                                | Simbolo della città, fu costruito nel XIV secolo in posizione panoramica e ben difendibile per volere di Filippo I di Savoia-Acaia. | Aperto da maggio a ottobre                |
| 16 | Castello Reale di Valcasotto a Garessio                                                                                | Sorto come certosa dedicata a San Brunone, nel corso dei secoli ha subito saccheggi ed incendi che ne hanno modificato la struttura. Nel 1837 è passato fra le residenze estive dei Savoia. | Aperto da metà Aprile a metà Ottobre      |
| 17 | Castello Reale di Carlo Felice a Govone                                                                                | Già residenza sabauda dal 1792 al 1870 ed è adibito a palazzo comunale. | Aperto da maggio a ottobre                |
| 18 | Castello di Grinzane Cavour                                                                                            | Edificio a pianta quadrilatera con alta torre, fu abitato dallo statista Camillo Benso conte di Cavour; ospita un museo etnografico ed un museo di cimeli cavouriani ed è sede della prima enoteca regionale del Piemonte. | Aperto tutto l'anno                       |
| 19 | Castello di Guarene | Oggetto di contese secolari, all'inizio del XVIII secolo venne distrutto; sulle rovine fu innalzata l'attuale costruzione, improntata al neoclassicismo di Filippo Juvarra ma su disegno del Conte Giacinto Roero. | Aperto da maggio a novembre               |
| 20 | Palazzo Re Rebaudengo di Guarene                                                                                       | È una delle sedi della Fondazione Sandretto re Rebaudengo e ospita mostre, convegni e laboratori; di edificazione settecentesca. | Aperto da maggio a settembre              |
| 21 | Castello degli Alfieri a Magliano Alfieri                                                                              | Edificio seicentesco, appartenne ai Roero di Vezza e agli Alfieri di Asti: lo stesso Vittorio Alfieri lo cita in numerose sue lettere; dotato di cappella gentilizia, dal 1944 è sede di un museo specialistico: quello dei soffitti in gesso delle case di contado. | Aperto da marzo a ottobre                 |
| 22 | Castello della Manta                                                                                                   | Maniero medievale donazione di Elisabetta De Rege Provana; è in gestione al FAI e ospita eventi culturali. | Aperto tutto l'anno                       |
| 23 | Castello dei Solaro a Monasterolo di Savigliano                                                                        | Già fortezza di Tommaso I di Saluzzo nel 1241, fu più volte ampliato (nel XVII secolo l'intervento maggiore); successioni hanno portato il titolo dei conti di Monasterolo ai Solari di Moretta; ospita gli uffici del Comune. | Aperto da aprile a ottobre                |
| 24 | Torre civica del Belvedere a Mondovì                                                                                   | Detta anche dei Bressani, fu costruita fra il XIII ed il XIV secolo; ha forme gotiche successivamente modificate ed è alta quasi trenta metri; domina dall'alto le Langhe. | Aperta da giugno a novembre               |
| 25 | Castello dei Caldera a Monesiglio                                                                                      | Risalente al 1221, fu trasformato nel XVII secolo in palazzo di stile tardo-gotico; un restauro del 1940 ha portato alla luce affreschi del XVI secolo della cappella. | Aperto da maggio a settembre              |
| 26 | Castello di Monticello d'Alba                                                                                          | Dimora storica medioevale, già appartenente a casa Roero, si presenta di forma quadrangolare, con due grandi torrioni, uno a pianta circolare e l'altro a pianta quadrata. | Aperto a settembre e ottobre              |
| 27 | Castello di Prunetto                                                                                                   | Dal XVIII secolo proprietà di Casa Savoia, sorge su un bric a 750 m di quota all'ombra del Monviso; Risale probabilmente al XII-XIII secolo quando, attorno alla grande torre quadrata (dell'XI secolo), la famiglia dei Del Carretto edificò l'austera fortezza. | Aperto da giugno a settembre              |
| 28 | Castello Reale di Racconigi                                                                                            | Sede delle Reali Villeggiature nei mesi estivi, nonché dimora preferita di Carlo Alberto di Savoia e di tutti i re d'Italia, è polo culturale e museale. | Aperto tutto l'anno                       |
| 29 | Castello di Rocca de' Baldi                                                                                            | Il nucleo originario risale al XIII secolo; dell'epoca è ancora visibile la torre merlata. Oggetto di saccheggi, venne ricostruito e ampliato nel corso del Seicento e del Settecento. | Aperto da maggio a ottobre                |
| 30 | Castello di Roddi | La primitiva costruzione risale all'XI secolo ha subito un notevole rimaneggiamento nel XV secolo. È stato di proprietà di Gianfrancesco Pico della Mirandola, nipote del più noto letterato Pico della Mirandola. | Aperto da maggio a ottobre                |
| 31 | Castello di Incisa Camerana a Sale San Giovanni                                                                        | Edificato intorno al X secolo come baluardo difensivo, è stato ristrutturato durante i secoli; il salone è affrescato con le gesta di Aleramo, marchese del Monferrato. | Aperto da giugno a settembre              |
| 32 | Castello di Saliceto                                                                                                   | Originariamente casamatta difensiva contro le incursioni saracene, fu trasformata in castello da Alfonso del Carretto nel 1588. Nel XVII secolo, subì l'assedio dell'esercito spagnolo che, per ritorsione contro l'uccisione del comandante Martino d'Aragona, lo rase al suolo; poi di proprietà dei Damiani di Priocca e di Castellinardo e, infine, di Casa Savoia. | Aperto da maggio a settembre              |
| 33 | Casa Cavassa a Saluzzo                                                                                                 | Simbolo del Rinascimento saluzzese; ha portale marmoreo con portone ligneo, la Sale del Volto e gli affreschi a grisaille del cortile interno; ospita il museo cittadino che ha arredi in stile appartenuti a Silvio Pellico. | Aperto tutto l'anno                       |
| 34 | Villa Belvedere a Saluzzo                                                                                              | Situata sulla strada per Manta, fu casina di caccia dei marchesi di Saluzzo; modifica nel Cinquecento, ha saloni affrescati con motivi bellici. | Aperta da maggio a ottobre                |
| 35 | Borgata Museo di Balma Boves a Sanfront                                                                                | Il caratteristico insediamento sorge al riparo di una balma montana e fino agli anni sessanta era abitato da famiglie contadine; le costruzioni sono caratterizzate dal tipico tetto piano destinato ad uso fienile. | Aperta da aprile a ottobre                |
| 36 | Palazzo Muratori Cravetta di Savigliano                                                                                | Situato in contrada Jerusalem (o Contrada Dipinta), nasce dall'accorpamento di tre diverse proprietà; ha ospitato nel XVI secolo Francesco I di Francia e Carlo V. | Aperto tutto l'anno                       |
| 37 | Palazzo Taffini d'Acceglio di Savigliano                                                                               | Fu residenza dei marchesi Taffini d'Acceglio, militari al servizio di Casa Savoia; seicentesco, di stile barocco, ha sale in stile rococò e un'aula regia affrescata con le imprese militari di Vittorio Amedeo I di Savoia. | Aperto tutto l'anno                       |
| 38 | Castello di Serralunga d'Alba                                                                                          | Fu eretto tra il 1340 ed il 1350 dai Falletti; è caratterizzato dalla presenza di bifore, merli ghibellini e fasce di archetti pensili; il fossato è accessibile attraverso un ponte levatoio. | Aperto tutto l'anno                       |
| 39 | Forte Albertino di Vinadio                                                                                             | Eretto a partire dal 1834 per volere di Carlo Alberto di Savoia, godeva di una particolare posizione strategica che gli consentiva di tenere sotto controllo le circostanti valli confinanti con la Francia: è un'opera architettonico-difensiva tra le più imponenti dell'arco alpino.                                                                                 | Aperto da maggio a ottobre                |